# Wojciech Perdzyński
Wojciech Perdzyński (ur. 24 września 1948 w Gdyni, zm. 20 lipca 2022 w Warszawie) – polski lekarz, chirurg i urolog, pułkownik Wojska Polskiego, pracownik naukowy i nauczyciel akademicki, doktor habilitowany nauk medycznych, profesor Wojskowego Instytutu Medycznego w Warszawie, specjalność naukowa: chirurgia dziecięca.

## Życiorys

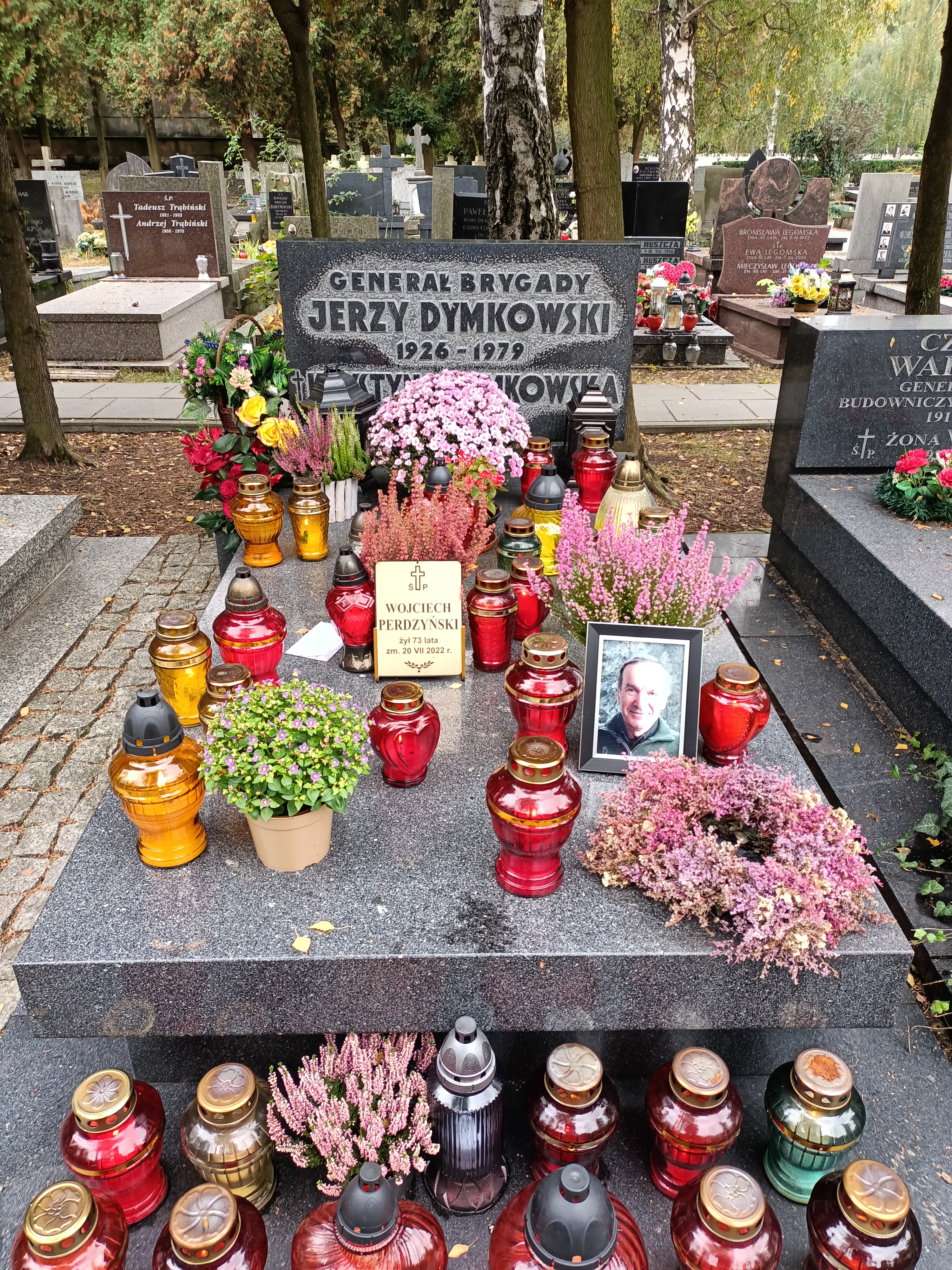
Grób Wojciecha Perdzyńskiego na Cmentarzu Wojskowym na Powązkach

Był synem Tadeusza Perdzyńskiego i Ireny Celichowskiej.
W latach 1966–1972 odbył studia w Wojskowej Akademii Medycznej w Łodzi. W 1975 uzyskał I stopień specjalizacji z chirurgii ogólnej, w 1978 I stopień specjalizacji z chirurgii dziecięcej. W 1979 na podstawie napisanej pod kierunkiem prof. Zygmunta Kalicińskiego rozprawy pt. Porównanie przydatności szwów z polikwasu glikolowego i z jedwabiu w chirurgii tętnic otrzymał stopień naukowy doktora nauk medycznych w zakresie chirurgii naczyniowej. W 1983 uzyskał II stopień specjalizacji z chirurgii dziecięcej. Na podstawie dorobku naukowego oraz pracy pt. Odległe wyniki leczenia moczowodów olbrzymich sposobem Kalicińskiego u dzieci w 1994 nadano mu Centralnym Szpitalu Klinicznym Wojskowej Akademii Medycznej stopień naukowy doktora habilitowanego nauk medycznych (dyscyplina: medycyna, specjalność: medycyna).
W 1996 objął stanowisko profesora nadzwyczajnego w Wojskowym Instytucie Medycznym w Warszawie.
W latach 1996–2003 był kierownikiem Kliniki Chirurgii Dziecięcej w Centralnym Szpitalu Klinicznym Wojskowej Akademii Medycznej w Warszawie.
Odbył liczne staże naukowe, m.in. w 1987 w Kyoto Prefectural University of Medicine, Tohoku University – Sendai, Kobe Children`s Hospital, Kyushu University – Fukuoka, Tokyo Children`s Hospital, Yokohama Children's Hospital, Kyoto Prefectural University of Medicine), w 1992 i w 1995 w Children's Hospital of Columbia University – New York, Schneider`s Children's Hospital – New York, Iowa University – Iowa City, w 1996 w Kobe Children's Hospital.
W 1977 został członkiem Polskiego Towarzystwa Chirurgów Dziecięcych, w latach 1980–1996 pełnił funkcję sekretarza zarządu głównego tego towarzystwa. Członek innych korporacji naukowych: Japońskiego Towarzystwa Chirurgów Dziecięcych, Polskiego Towarzystwa Urologicznego, Europejskiego Towarzystwa Chirurgów Dziecięcych i Europejskiego Towarzystwa Urologów Dziecięcych.
Zmarł 20 lipca 2022. Został pochowany 27 lipca 2022 na Cmentarzu Wojskowym na Powązkach (Kwatera A4 TUJE 17).